# Габрієль Окечукву
Габрієль Окечукву (англ. Gabriel Okechukwu; нар. 28 серпня 1995) — нігерійський футболіст, нападник клубу «Аква Юнайтед».

## Клубна кар'єра
Розпочав грати у футбол на батьківщині, граючи в аматорських клубах, зокрема клубі «Вотер» із міста Абуджа. У сезоні 2014/15 грав за клуб «Сент-Джорджес», провів 1 матч на Кубок Мальти.
Восени 2015 року з'явилась інформація про перехід гравця у луцьку «Волинь» і підписання попередньої угоди з «хрестоносцями». До всього іншого клубна адміністрація навіть підготувала оригінал повноцінного контракту з усіма узгодженими деталями — не вистачало лише підписів Кварцяного й Окечукву. Але спершу треба було зіграти контрольну гру проти аматорського клубу «Броди». «Волинь» без проблем розбила любителів (4:0), а Окечукву відзначився у воротах «Брод», проте його гра не вразила Віталія Кварцяного й повноцінний контракт так і не був підписаний.
У березні 2016 року став гравцем львівських «Карпат». 5 березня 2016 року дебютував у складі «Карпат» у грі проти одеського «Чорноморця», вийшовши на заміну на 80-ій хвилині замість Павла Ксьонза. Але вже у грудні того ж року за обопільною згодою залишив команду.

## Збірна
Виступав за молодіжну збірну Нігерії, потрапив у попередній список збірної U-20 на молодіжний ЧС-2015, проте у фінальну заявку не потрапив.
Улітку 2015 року Окечукву був викликаний у національну збірну Нігерії для підготовки до відбіркового матчу КАН-2017 проти збірної Чаду. У результаті Федерація футболу Нігерії пред'явила головному тренеру Стівену Кеші претензії з приводу виклику Окечукву. Як пізніше розповів голова федерації Амаджу Піннік, запрошення невідомого гравця-аматора стало однією із причин звільнення Кеші в липні 2015 року.